# Blatnicovití
Blatnicovití (Pelobatidae) je čeleď žab, která je rozšířena ve východní Evropě, západní Asii a Středozemí. Zahrnuje pouze rod blatnice (Pelobates). Dorůstají 10 cm na délku a pro své zabarvení jsou v přírodě nenápadné. Protože samice kladou vajíčka do rybníků a mokřin, které mohou rychle vysychat, je vývoj pulce v dospělého jedince nezvykle krátký.
Synonyma
- Pelobatina (Bonaparte, 1850)
- Pelobatoidea (Stannius, 1856, Laurent, 1967, Lynch, 1973, Duellman, 1975, Laurent, 1980 "1979")
- Pelobatoidei (Lichtenstein and Martens, 1856)
- Pelobatides (Bruch, 1862)
- Pelobatida (Knauer, 1883, Bayer, 1885 "1884")
- Pelobatina (Schultze, 1891)
- Pelobatidae (Bolkay, 1919)
- Pelobatinae (Fejérváry, 1922 "1921")
- Pelobatidae (Miranda-Ribeiro, 1926)
- Pelobatoidia (Dubois, 2005)
- Pelobatoidea (Dubois, 2005)

## Taxonomie
podřád Mesobatrachia
- čeleď Pelobatidae (Bonaparte, 1850) - Blatnicovití
  - rod Pelobates (Wagler, 1830) - Blatnice
    - druh Pelobates cultripes (Cuvier, 1829) - Blatnice západní
    - druh Pelobates fuscus (Laurenti, 1768) - Blatnice skvrnitá
    - druh Pelobates syriacus (Boettger, 1889) - Blatnice syrská
    - druh Pelobates varaldii (Pasteur and Bons, 1959) - Blatnice marocká